# Twerton Bridge
Twerton Bridge byl zavěšený silniční most v anglickém Twertonu, předměstí města Bath. Most byl prvním zavěšeným harfovým mostem na světě. Dlouhý byl 70,1 m.
Autorem návrhu mostu byl britský inženýr Thomas Motley. Stavba mostu byla dokončena v září 1837 a jeho cena byla přibližně 2 400 liber. Hlavní rozpětí mělo délku 36,6 m, boční rozpětí 18,6 m. Šířka mostu byla 4,27 m. Most byl zničen v roce 1879 a na jeho místě byla v roce 1894 postavena nová lávka. Dnes na tomto místě stojí most Windsor Bridge, který byl otevřen v listopadu 1980.